# Kronizam
Кронизам је пракса пристрасности при додели послова и осталих погодности пријатељима или провереним колегама, нарочито у политици и између политичара и организација које их подржавају. На пример, то укључује именовање пријатеља на позиције на власти, мимо њихових квалификација.
Кронизам постоји када су послодавац и корисник попут запосленог, у социјалном или медијском контакту. Често послодавцу треба подршка у његовом или њеном плану, послу или позицији на власти, и због тог разлога послодавац запошљава појединце који неће покушати да ослабе његове или њене планове, да гласају против важних питања, или да изражавају ставове супротне од оних које има послодавац.
Политички, кронизам се неадекватно користи да имплицира куповање и продавање услуга попут: гласова у законодавним телима, чињења услуга организацијама, давањем дипломатских места на егзотичним местима итд.

## Етимологија
Реч "крони" прво се појавила у 18. веку у Лондону. По Оксфордовом речнику енглеског језика, настала је из грчке речи кронијос (χρόνιος) што значи дугорочно.
Такође, реч крони се појављује у 1811. издању Гросовог Вулгарног језика са изразито неколегијалном дефиницијом, смештајући је тако у жаргон подземља.
Још један често цитирани извор је такозвани ирски израз comh-roghna [koˈronə] што у преводу значи "блиски пријатељи". Међутим, изгледа да је овај израз првобитно потекао од Данијела Кесидија (Daniel Cassidy - стваралац многих лажних ирских израза) и у потпуности је непознат у ирском језику.

## Концепт
Владини званичници су посебно подложни оптужбама кронизма, с обзиром да троше новац пореских обвезника. Многе демократске владе се подстичу да практикују административне транспарентности у рачуноводству и склапању уговора. Ипак, често није јасна граница када је именовање за владину организацију кронизам, а када није.
Није необично за политичаре да се окруже висококвалификованим потчињенима, као и да развију друштвена, пословна или политичка пријатељства. Што доводи до тога да они пријатељима додељују државне канцеларије и владине уговоре. Заправо, групе таквих пријатеља су разлог зашто носиоци извршне функције успешно добијају своју моћну позицију. Због тога је кронизам много лакше сагледати, него доказати и показати.
Политичари са представницима пословних, и других посебних интереса, попут синдиката и професионалних организација, добијају готов „другарски посао" у политичким договорима, посебно због разумно уносних хонорара за политичаре, због прављења говора, или правним донацијама одабраним изборним кампањама или посебним политичким партијама итд.
У приватном сектору, кронизам постоји у организацијама и често је зван "Клуб старих дечака" или "Златни круг", и ту је тешко описати границу између кронизма и "умрежавања".
Чак штавише, кронизам описује постојеће односе између заједничких познаника у приватним организацијама где се између утицајног особља размењују послови, пословне информације и социјалне интеракције. То се назива "ортачким" ("пајташким") капитализмом и то је етичка повреда принципа тржишне привреде; у развијеним привредама, ортачки капитализам представља повреду тржишних правила.
С обзиром на природу ортачког капитализма, ове непоштене пословне праксе се често (али не и искључиво) могу наћи у друштвима са неефикасним правним системима. Последично, постоји подстицај законодавне гране владе како би се осигурало извршење правног кодекса способних да се суоче и исправе приватне партијске манипулације привреде од стране укључених привредника и њихових државних сарадника тј. присталица.
Економске и социјалне трошкове кронизма сноси друштво. Ови трошкови су у облику смањене пословне могућности за већину становништва, смањене конкуренције на тржишту, превисоких цена робе широке потрошње, смањења економског учинка, неефикасних пословних инвестиционих циклуса, смањење мотивације у угроженим или погођеним организацијама и опадање обима економске продуктивне активности.
Практични трошкови кронизма манифестују се у лошој изради јавних и приватних пројеката заједнице.

## Савремене анализе и истраживања
Кронизам се често повезује са негативним последицама по друштво и економију. Он може довести до смањења ефикасности јавних и приватних институција, јер се на кључне позиције постављају особе које нису нужно најкомпетентније, већ оне које имају личне везе са доносиоцима одлука. Ово може резултирати лошим управљањем, корупцијом и губитком поверења грађана у институције.
У неким случајевима, кронизам може бити тешко доказати јер се често одвија кроз неформалне мреже и личне односе, што отежава транспарентност и одговорност. Ипак, постоје примери успешних антикорупцијских политика и механизама који настоје да смање утицај кронизма, као што су закони о сукобу интереса, транспарентност у запошљавању и јавним набавкама, као и независни надзорни органи.
Студије показују да је кронизам присутан у различитим културама и политичким системима, али да је његова манифестација и последице различита у зависности од правног оквира и степена демократије у земљи.

## Превенција и борба против кронизма
Кронизам обнавља сам себе; затим зачиње тј. почиње културу кронизма. Ово може бити спречено само свеобухватним, ефикасним поштовањем закона и формирање агенција које се боре против оваквих појава.
Контроверзне су све сумње у којима је кронизам свако постављање на неко место/функцију. Постављена странка може да изабере да или да потисне немир или да га игнорише, у зависности од нивоа слободе изражавања које има друштво и индивидуалне личне слободе.
Неки случајеви кронизма су спремно транспарентни. Што се тиче осталих, квалификације наводних "пајташа" се требају ретроспективно проценити.
Превенција и борба против кронизма укључује јачање правног система, едукацију јавности о штетности оваквих пракси, као и промоцију транспарентности и одговорности у јавном сектору.